# Meinrad II. (Hohenzollern-Sigmaringen)
Meinrad II. Karl Anton von Hohenzollern-Sigmaringen (* 1. November 1673 in Sigmaringen; † 20. Oktober 1715 ebenda) war von 1689 bis 1715 Fürst von Hohenzollern-Sigmaringen.

## Leben
Meinrad war Sohn des Fürsten Maximilian von Hohenzollern-Sigmaringen (1636–1689) aus dessen Ehe mit Maria Clara (1635–1715), Tochter des Grafen Albert von Bergh s’Heerenberg. Sein Vater hielt sich mit der Familie gewöhnlich in Wien auf, da er im Dienstverhältnis Österreichs stand. Zudem fielen die Franzosen wiederholt in Schwaben ein, was den Aufenthalt in Sigmaringen nicht klug erscheinen ließ. Meinrad folgte seinem Vater noch minderjährig am 13. August 1689 als Regent und stand zunächst unter Vormundschaft seiner Mutter und seines Onkels Franz Anton von Hohenzollern-Haigerloch. Der Prinz studierte zwischen 1678 und 1679 an der Universität Ingolstadt und schlug wie sein Vater eine militärische Laufbahn im kaiserlich-österreichischen Dienst ein.
Er kämpfte 1683 in der Schlacht am Kahlenberg bei der Zweiten Wiener Türkenbelagerung, im ungarischen Revolutionskrieg und 1697 im Pfälzischen Erbfolgekrieg gegen Frankreich. Der letztgenannte Krieg war wegen der Lage des Fürstentums Hohenzollern-Sigmaringen auch aus persönlichem Interesse bedeutsam. Im Spanischen Erbfolgekrieg diente Meinrad 1702 unter Prinz von Baden in den Niederlanden. Sodann folgten unter anderem Einsätze 1703 in Bayern und 1704 in Ungarn. Die Kinder des Fürsten lebten zu dieser Zeit in Sigmaringen. Da die Franzosen nach Schwaben vordrangen, wurden die Kinder aus Sicherheitsgründen nach Wien gebracht und nach dem Rastatter Friedensschluss 1714 wieder nach Sigmaringen zurückgebracht.
Im Jahr 1692 erhöhte Kaiser Leopold I. den fürstlichen Rang der schwäbischen Hohenzollern über die Primogenitur hinaus. Mit anderen Worten, durch die erste Verleihung wurde die Fürstenwürde nur an die Primogenitur respektive direkte Nachfolge gebunden. Der Fürst schloss 1695 mit dem kurfürstlichen Haus Brandenburg den Hohenzollern-Brandenburgischen Erbeinigungsvertrag ab. Danach sollte beim Aussterben der schwäbischen Linie das Land an Brandenburg fallen. Der Einigung stimmte auch Kaiser Leopold I. bei. Meinrad heiratete am 22. November 1700 in Sigmaringen Johanna Katharina (1678–1759), Tochter des Grafen Johann Anton I. von Montfort-Tettnang. Sein Onkel Franz Anton von Hohenzollern-Haigerloch fiel 1702 in der Schlacht bei Friedlingen, sodass Meinrad das Haigerlocher Gebiet zufiel. 1708 erbaute Meinrad die Eisenschmelze in Laucherthal, das heutige Unternehmen Zollern mit Sitz in Sigmaringendorf-Laucherthal.
Joseph Friedrich Ernst folgte 1715 seinem Vater als Fürst. Dessen Bruder Franz Wilhelm wurde 1712 von Graf Oswald von Bergh ’s-Heerenberg, dem Bruder seiner Großmutter Maria Clara, angenommen und als dessen Alleinerbe bestimmt.

## Nachkommen
Aus seiner Ehe mit Johanna Katharina hatte Meinrad II. folgende Nachkommen:
- Joseph Friedrich Ernst Meinhard Karl Anton (1702–1769), Fürst von Hohenzollern-Sigmaringen

⚭ 1. 1722 Prinzessin Marie von Oettingen-Spielberg (1703–1737)
⚭ 2. 1738 Gräfin Judith von Closen (1718–1743)
⚭ 3. 1743 Gräfin Maria Theresia von Waldburg-Trauchburg (1696–1761)
- Franz Wilhelm Nikolaus (1704–1737), Graf von Hohenzollern-Berg

⚭ 1724 Gräfin Maria Katharina von Waldburg zu Zeil und Trauchburg (1702–1739)
- Maria Anna Elisabeth (1707–1783)
- Karl Wolfgang Ludwig Anton (1708–1709)